# Аш-Шурайхі
Аш-Шурайхі (англ. al-Shurayhi, араб. الشريحي) — поселення в Сирії, що складає невеличку друзьку общину в нохії  Аль-Мушаннаф, яка входить до складу однойменної мінтаки Ес-Сувейда в південній сирійській мухафазі Ес-Сувейда.